# ミネオラ駅 (LIRR)
ミネオラ駅（英: Mineola）とはニューヨーク州ミネオラにあるロングアイランド鉄道 (LIRR) の本線の駅である。ポートジェファーソン、ロンコンコマ、オイスターベイの各支線へ向かう全列車はこの駅を通り、モントーク支線へ向かう列車も同様である。2011年5月現在、145本の列車が平日この駅に停車し、ジャマイカの東にある他のどの駅よりも多い。2006年時点では1日あたりの乗客数が10,348人と、この駅は平日の乗客数に関してLIRRで8番目に多忙な駅である。

## 所在地
ミネオラ駅は同名の街の中心にある。具体的には、ミネオラ・ブールバード (Mineola Boulevard) の西側にあり南側のステーション・ロード (Station Road) と北側のフロント・ストリート (Front Street) との間に位置する。

### 公共交通指向型開発
LIRRの最も多忙な駅の1つであり、ナッソー郡の中心に近いため、ミネオラ村計画委員会 (Village of Mineola Planning Committee) は街が駅から半径数ブロック以内で公共交通指向型開発を促進するためのマスタープランを作成した。Much of the plan involves creating links in the surrounding street grid, streetscape improvements, and pedestrian zones. The Long Island Index, which aggregates data and plans about the island, has listed Mineola as one of the most high-profile targets for smart growth, as of 2010 noting that the town is about halfway through the process of revitalization.

## 歴史
ミネオラ駅は当初1837年に線路の南側に「ブランチ・ステーション ("Branch station")」として建設され、その後ロングアイランド鉄道 (LIRR) がヒックスヴィルへ延伸したときに「ヘンプステッド・ブランチ・ステーション ("Hempstead Branch station")」と改名された。駅は1872年6月に修復されたが、2番目の駅が1883年5月から6月にかけて建設された。この駅は1923年に取り壊され、3番目のそれが1923年9月22日に線路の北側に再配置された。enclosed shelterが旧駅舎のあった場所（下記参照）に建設された。建て替え事業が2001年に行われた。

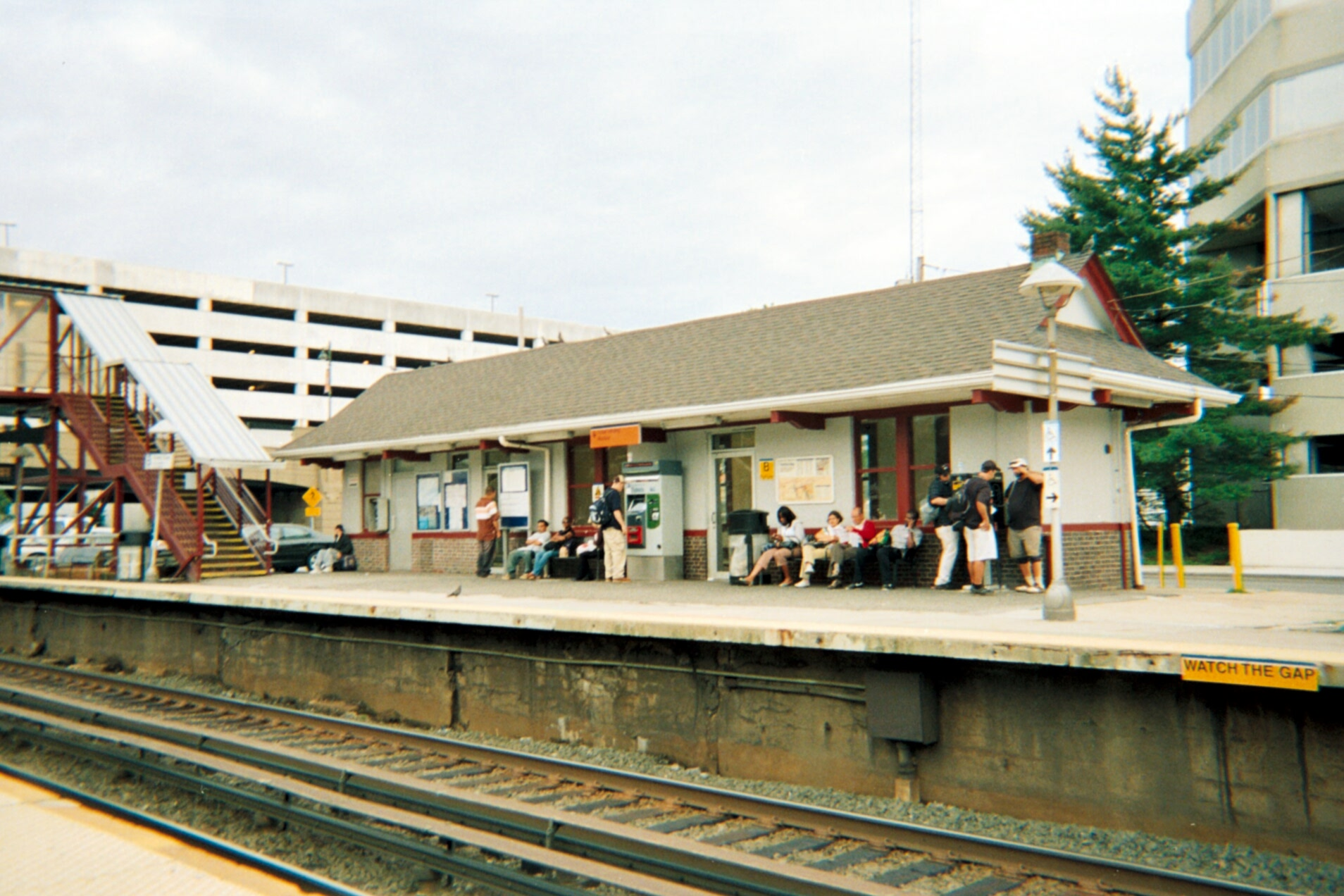
線路の向こうにある2番目の待合所

オイスターベイ支線との接続により、ミネオラ駅は常に主要な連絡駅となっているが、19世紀および20世紀の大半ならなおさらそうである。On the south side of the station, a wye existed between the power sub-station for a line that connected the West Hempstead Branch with the Oyster Bay Branch.時折ガーデンシティ支線（英: Garden City Branch）と呼ばれていたこのデルタ線の東側の支線はサード・ストリート (Third Street) から始まり、オイスターベイ支線と接続する前にメイン・ストリート (Main Street) 、次に本線自体と交差しており、1928年に撤去されるまで存在していた。その線路の残りは1966年に撤去された。

## 駅構造
| 1 | ■本線               | ニューヨーク方面 （メリロン・アベニュー）                       |  |
| 1 | ■モントーク支線     | ニューヨーク方面 （ジャマイカ）                                 |  |
| 2 | ■本線               | ロンコンコマまたはポートジェファーソン方面 （カール・プレイス） |  |
| 2 | ■オイスターベイ支線 | オイスターベイ方面 （イースト・ウィリストン）                   |  |
| 2 | ■モントーク支線     | モントーク方面 （ヒックスヴィル）                               |  |

ミネオラ駅は相対式ホーム2面と2線を有し、どちらのややオフセットなプラットホームも12両の鉄道車両が停車するのに十分である。1番線と隣接する北側のプラットホームは通常西行き列車（ニューヨーク方面）が使用する。2番線と隣接する南側のプラットホームは通常東行き列車が使用する。もし本線に3本目の線路が敷設されれば、南側のプラットホームは島式ホームとなることが可能である。
主な駅舎は線路の北側、フロント・ストリートとミネオラ・ブールバードの交差点にある。この駅は車椅子利用可であり、東端には歩行者のために歩道橋と踏切がある。小さなenclosed shelterが線路の反対側（南側）にある。オイスターベイ支線が横断歩道のすぐ東にある踏切で分岐する。

## ミネオラ・インターモーダル・センター
ナッソー・インターカウンティ・エクスプレスまたはNICE（旧MTAロングアイランドバス）は駅の南側にあるミネオラ・インターモーダル・センター（英: Mineola Intermodal Center）へのバスを運行している。2006年10月16日にインターモーダル・センターができる前は、バス停は駅から1ブロック離れた三丁目 (Third Street) に位置していた。NICEの5路線がそこに停車し、現地のタクシーサービスも同様である。

### ナッソー・インターカウンティ・エクスプレスの路線
- n22: ヒックスヴィル‐ジャマイカ
- n23: ミネオラ‐マナーヘブン（ピーク時のサービスのみ）
- n24: ヒックスヴィルまたはイースト・メドー（ルーズベルト・フィールド経由）‐ジャマイカ

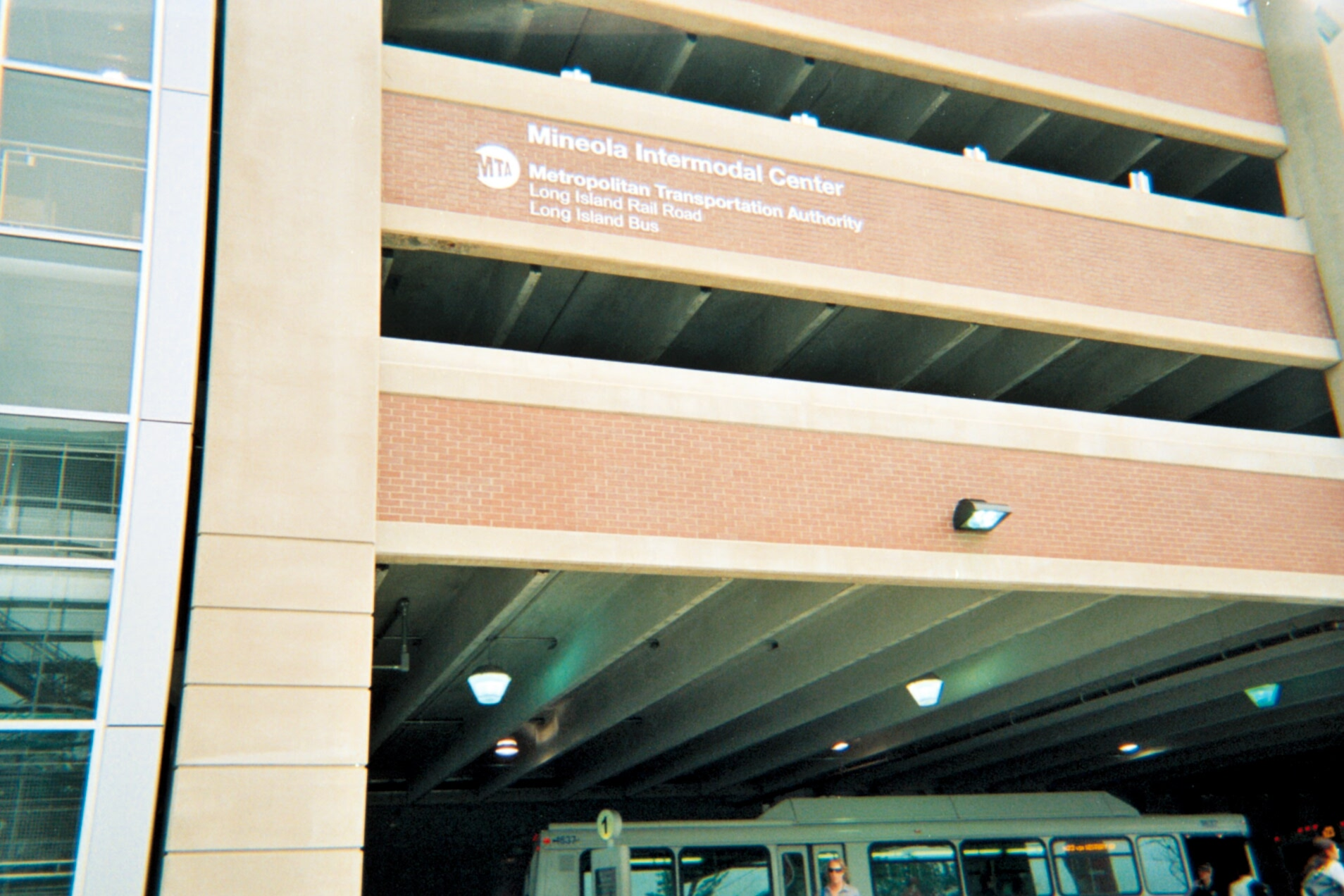
駅の斜向かいにあるトランジット・センター

- n40: フリーポート‐ミネオラ
- n41: フリーポート‐ミネオラ